# 烟花 (电视剧)
《煙花，應該和誰看》（日语：打ち上げ花火、下から見るか？横から見るか？），直译為《升起的烟花，从下面看？还是从侧面看？》，是日本導演岩井俊二的第一部公开作品。

## 概要
- 於1993年拍攝，是一套為富士電視台一個每週播放一次的一集完电视短劇《If 如果....》的其中一個單元。
- 由於本劇美麗的映像和音響，加上好的劇本，這個短劇使岩井俊二獲得“日本電影導演協會”的新人獎，並使他的作品受到注目。後來這套劇在一般電影院公開放映，亦有轉作錄像帶及DVD發售。
- 2017年改編動畫電影《煙花》[1]。

## 電視劇
1993年8月26日於電視播出，1995年8月12日作為電影在劇院上映。

### 工作人員
- 製作人：原田泉
- 監督・原作・腳本：岩井俊二
- 助監督：檜垣雄二、行定勲、島田剛
- 攝影：金谷宏二
- 音樂：REMEDIOS
- 企画：小牧次郎、石原隆
- 制作：富士電視台、共同電視
- 上映时间：1993年

### 角色演出
- 典道：山崎裕太
- 奈砂：奥菜惠
- 祐介：反田孝幸
- 和弘：蘭迪·黑文斯
- 林純一：小橋賢兒
- 稔：櫻木研仁
- 三浦晴子老師：麻木久仁子
- 同僚教師：光石研
- 護士：植村節子
- 櫃台的護士：中島陽子
- 同僚教師：光石研
- 誠：小山勵基
- 關東煮店老闆：小林節正
- 典道之父：山崎一
- 典道之母：深浦加奈子
- 祐介之父：田口智朗
- 奈砂之母：石井苗子
- 安先生：酒井敏也
- 露店之客：蛭子能收

## 動畫電影
改編的動畫電影，由新房昭之擔任總導演，大根仁擔任編劇。